# Port Said
Port Said (arab. بورسعيد, transliteracja: Būr Saʻīd) – miasto egipskie leżące na północnym wschodzie tego kraju, nad Morzem Śródziemnym, w pobliżu Kanału Sueskiego. Zostało założone w 1859 r. w związku z rozbudową tego kanału. Nazwane na cześć Said Paszy, wicekróla Egiptu. W 2006 roku liczyło około 570 tysięcy mieszkańców.
Podstawą gospodarki Port Saidu jest rybołówstwo i przemysł stoczniowy, włókienniczy, chemiczny, elektroniczny, szklarski oraz poligraficzny. Port miejski odgrywa dużą rolę w eksporcie (np. bawełny i ryżu) Egiptu, jak również w żegludze śródziemnomorskiej (jako port przystankowy). Duże dochody przynosi również strefa wolnocłowa, jaką jest port, jak i lokalne ośrodki wypoczynkowe. Port Said jest strefą przemysłową. Na wschód od miasta, po drugiej stronie Kanału Sueskiego leży Port Fuad, który wchodzi w skład tej samej aglomeracji.
W Port Saidzie rozpoczyna się akcja powieści Henryka Sienkiewicza W pustyni i w puszczy, mieszkali tam jej główni bohaterowie Staś i Nel. Ich ojcowie, inżynierowie, doglądali robót przy wale i przy pogłębianiu łożyska Kanału Sueskiego.
1 lutego 2012 r. po piłkarskim meczu El-Masry i Al-Ahly Kair, doszło do zamieszek, w których zginęło 79 osób.
Obecnie znajduje się tam polski konsulat honorowy.

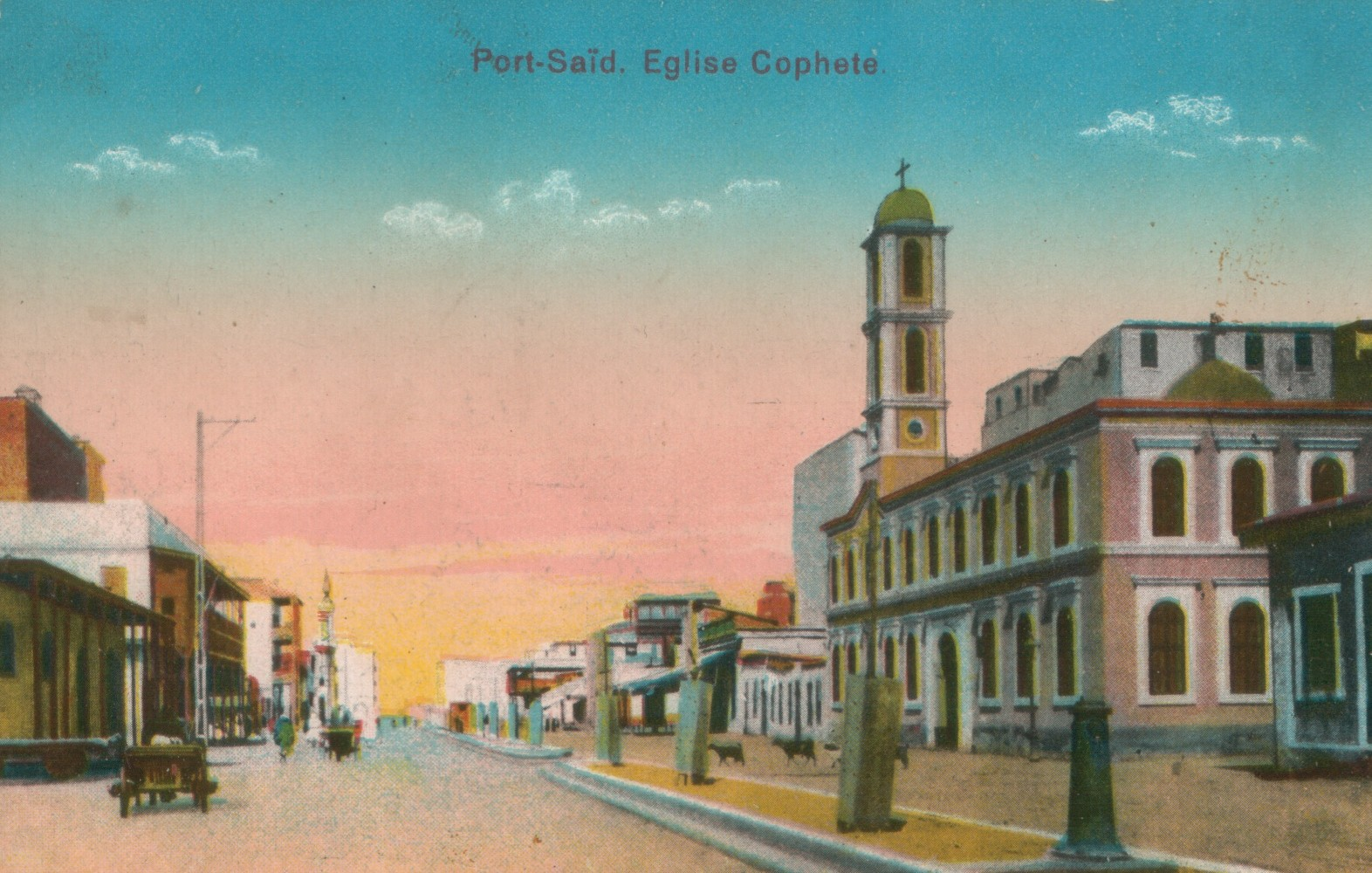
Port Said (pocztówka z ok. 1915 r.)
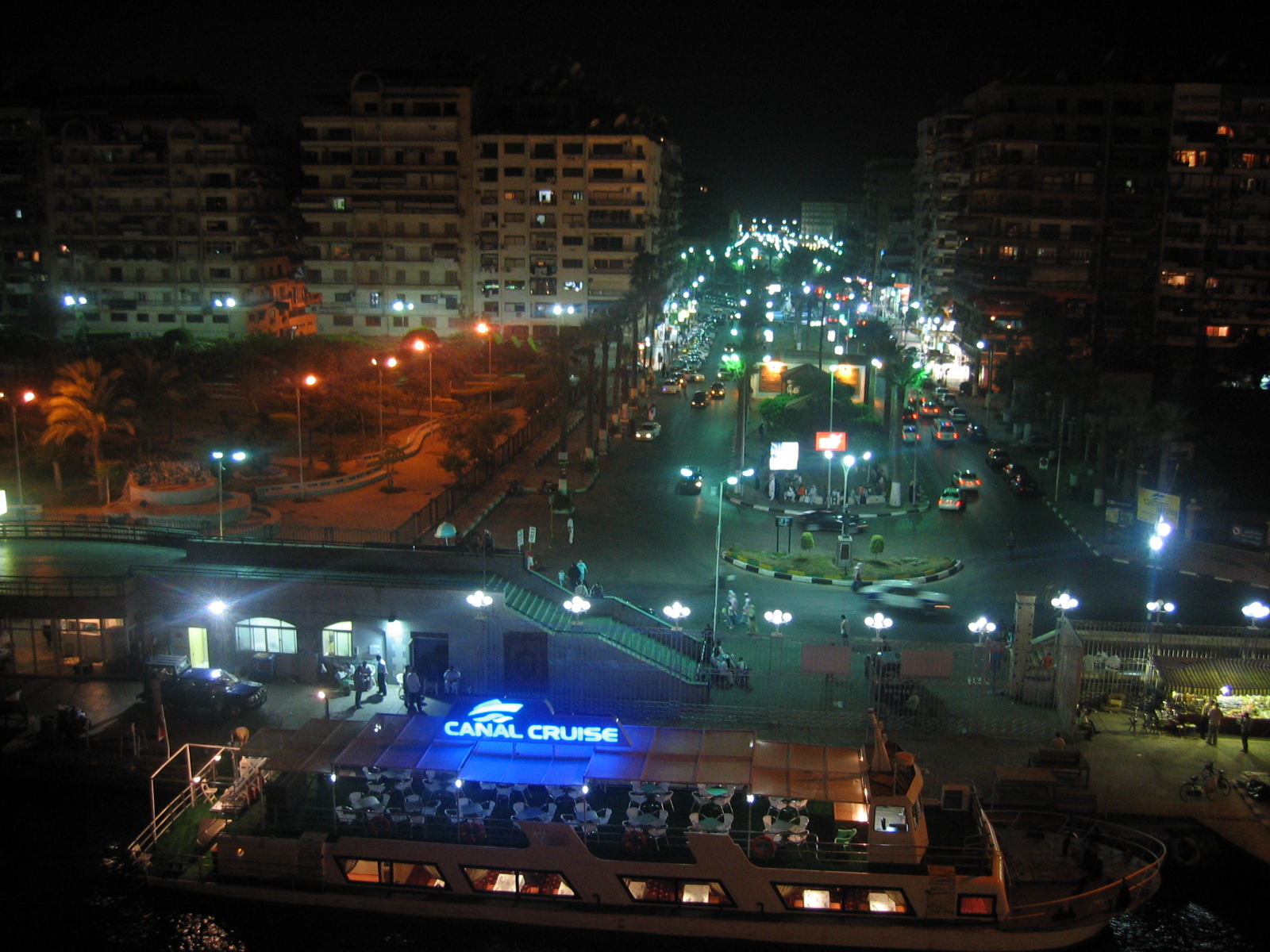
Port Said - nabrzeże
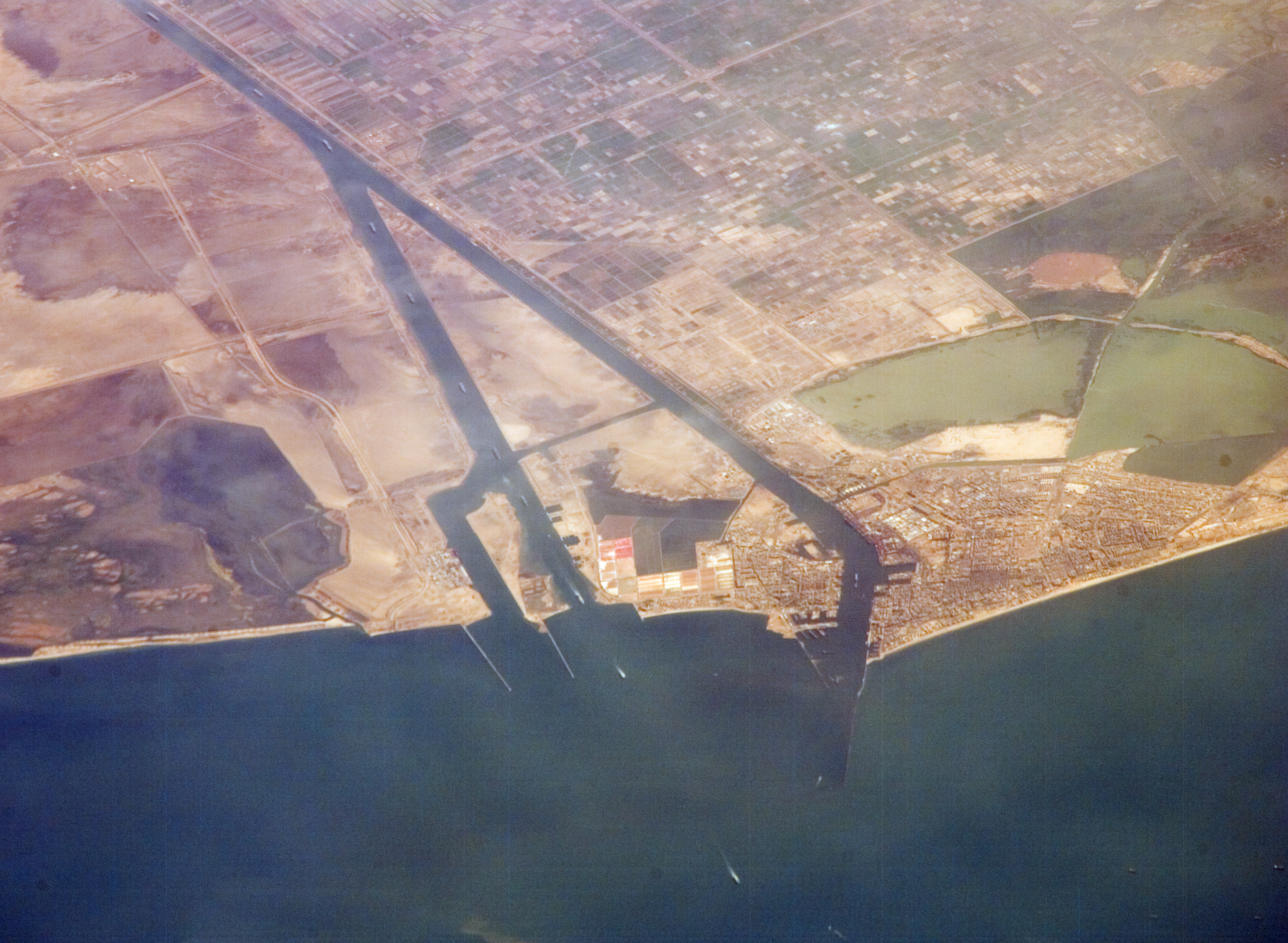
Zdjęcie satelitarne

## Miasta partnerskie
- Wołgograd